# 923
923 (CMXXIII) fue un año común comenzado en miércoles del calendario juliano, en vigor en aquella fecha.

## Acontecimientos
- 15 de junio - Batalla de Soissons: el rey Roberto I de Francia es asesinado, y el rey Carlos el Simple es arrestado por seguidores del duque Raúl de Borgoña.
- La Dinastía Liang posterior cae ante la Dinastía Tang posterior en China.

## Nacimientos
- Fujiwara no Nakafumi, poeta y cortesano japonés.
- 24 de julio - Emperador Suzaku de Japón.

## Fallecimientos
- Roberto I de Francia
- Taira no Sadafumi, poeta y cortesano japonés
- Al-Tabari, historiador persa.
- Zhu Zhen, emperador de la dinastía Liang posterior.
- 27 de agosto: Ageltruda, reina consorte de Italia y del Sacro Imperio Germánico.